# Svenska betongföreningen

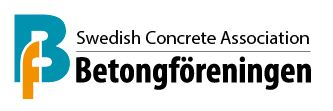

Svenska betongföreningen (även kort Betongföreningen) är en ideell svensk intresseorganisation med säte i Stockholm. Föreningen skall verka för den svenska betongteknikens främjande och utveckling. Föreningen bildades den 15 januari 1912 och har idag (2020) omkring 600 enskilda samt 70 korporativa medlemmar.
I Betongföreningens uppgifter ingår bland annat att organisera föredrag, seminarier, studiebesök och diskussioner samt att initiera och/eller utge rapporter. Föreningen utser mottagare av Swedish Concrete Award samt belöna framstående svenska fackmän med Svenska Betongföreningens guldmedalj. 
Betongföreningens facktidskrift heter Betong som utgavs första gången 1915. Numera publiceras sex nummer om året. Föreningen ger ut betongrapporter, en del är vägledande med rekommendationer som används som branschstandarder, så som "Vägledning för val av exponeringsklass enligt SS-EN 206-1", medan andra är forskningsrapporter.